# راسينغ كلوب باي دو فونتينبلو
راسينغ كلوب باي دو فونتينبلو (بالفرنسية: Racing Club de Fontainebleau)‏ نادي كرة قدم فرنسي يلعب في دوري باريس إيل-دو-فرانس لكرة القدم. تم تأسيس النادي في عام 1912.

## روابط خارجية
- راسينغ كلوب باي دو فونتينبلو